# Forstera mackayi
Forstera mackayi är en tvåhjärtbladig växtart som beskrevs av Harry Howard Barton Allan. Forstera mackayi ingår i släktet Forstera och familjen Stylidiaceae. Inga underarter finns listade i Catalogue of Life.